# Мамахохотала
Студия Мамахихотала — украинская юмористическая студия, основанная в 2012 году на основе команды КВН «Сборная КПИ». Студия занимается производством телешоу, сериалов, ситкомов и полнометражных фильмов. В 2012 году Forbes отметил «Мамахохотала» как один из самых успешных студенческих стартап-проектов в Украине. В 2015 году юмористическое шоу студии «Мамахохотала» было номинировано на национальную премию «Телетриумф».

## История
Изначально участники студии собрались как сборная команда КВН Киевского Политехнического Университета. 27 марта 2012 года состоялся первый сольный концерт команды, на который пришло 1500 человек. В том же 2012 году создали канал на YouTube, где начали выкладывать юмористические ролики, многие из которых становились вирусными и очень быстро набирали несколько миллионов просмотров, что принесло коллективу известность далеко за пределами Киева, и даже Украины. Очень быстро со студией начал сотрудничать телеканал НЛО TV, который, как раз ориентирован на молодёжную аудиторию.
С 2012 по 2017 год большая часть контент студии выпускалась на русском языке. После принятия так называемого «языкового» закона в 2017 году студия «Мамахохотала» полностью перешла на украинский язык.
В 2022 году в связи с закрытием телеканала НЛО TV студия взяла паузу. В новогоднюю ночь 31 декабря 2023 года на YouTube-канале студии вышел первый выпуск шоу после перерыва. Было объявлено о продолжении работы под новым названиям «Мамахихотала».
До вторжение России на Украину в 2022 году студия регулярно выпускала «Мамахохотала-шоу» на телеканале НЛО TV, выпустила полнометражный фильм «Инфоголик», который получил позитивные оценки в украинском кинопрокате, выпустила два сезона сериала «Как закалялся стайл» про популярного украинского рэпера Ярмака и снимает ситком «Кураторы», а также работает над созданием анимационного мультсериала «Небезопасная зона». Над проектами студии «Мамахихотала» работает коллектив из более 30 человек.

## Проекты студии
2014—2022 на телеканале «НЛО TV» выходит вечернее юмористическое шоу «Мамахохотала». На данный момент (2020) было выпущено 11 сезонов шоу.
2014—2015 — юмористический молодёжный сериал «Как закалялся стайл»
2 сезона подряд успешно транслировались на телеканале НЛО TV. Над сценарием, режиссурой и редактурой работала вся команда студии «Мамахохотала». В роли юного продюсера Гуся снимается актёр студии Евгений Янович. В роли рэпера Ярмака — сам Ярмак и по совместительству близкий друг Евгения.
С 2014 года — по сегодняшний день Stand-up.ua
Студия «Мамахохотала» стала первой на Украине, кто вывел жанр стендап-комедии на ТV. В течение 3-х лет было проведено большое количество как сольных, так и совместных стендапов и открытых микрофонов.
2015 год — интернет-сериал «Новая полиция»
Впервые история о полицейских студии «Мамахохотала» стартовали летом 2015 года на канале YouTube, собрав за первые несколько дней 1 млн просмотров! Интригу скетчам создал короткий ролик с темнокожим полицейским «Джонс патрулирует улицы Киева», который многие приняли за чистую монету. Продолжение не заставило себя ждать: команда студии выпустила 6 серий про трудовые будни новых полицейских, которые транслировались в утреннем шоу на телеканале «Украина».
2015 год — скетч-шоу «Маслюки»
Премьера юмористического скетч-шоу «Маслюки» состоялась весной 2015 года. Десять абсолютно разных персонажей с одной фамилией, которые по легенде являются далёкими родственниками, живут своей жизнью, не подозревая о существовании друг друга.
2017 год — полнометражная романтическая комедия «Инфоголик»
Инфоголик — это украинский полнометражный фильм, снятый по заказу телеканала «НЛО TV» совместно со студией «Мамахохотала» и компанией Idea Production. Премьера ленты состоялась 2 марта 2017 года.
2018 год — ситком «Кураторы»
Первый сезон сериала стартовал в марте 2018 года на телеканале НЛО TV. Сюжет разворачивается вокруг иностранных студентов, приехавших учиться на Украину в медуниверситет. Кураторами и наставниками «новобранцев» становятся украинские старшекурсники Тим и Богдан (Женя Янович и Олег Маслюк), которые помогают понять иностранцам реалии и менталитет нашей страны.
На данный момент снимается второй сезон ситкома.
2018 год — интернет-сериал «Кассирша Люба»
В 2018 году студией «Мамахохотала» по заказу супермаркетов АТБ был снят пятисерийный интернет-сериал «Кассирша Люба». Цель сериала: показать курс на обновления формата магазинов АТБ, создать положительный образ персонала сети магазинов, сделать акцент на собственные торговые марки. В итоге, за месяц 5 серий интернет-сериала «Кассирша Люба» и отдельные скетчи из него собрали более миллиона просмотров на YouTube и Facebook. 
2018 год — мультсериал студии «Мамахохотала» и канала НЛО TV «Небезпечна зона»
В самом центре Украины возникла зона экологической катастрофы: свалка радиационных отходов. Власти эвакуировали всех жителей и обнесли место катастрофы забором. Со временем все звери, которые остались в зоне эволюционировали и создали социум. Вместе с ними, в «опасной зоне» осталась жить только одна украинская семья. Карпенки стараются жить обычной жизнью среднестатистической украинской семьи, хотя социуме антропоморфных животных это не так уже и просто делать.
Мультсериал состоял из 2 сезонов, и выходил с 2019 по 2020 год.

## Команда
Актёрский состав студии «Мамахохотала»:
Грищук Роман, Гресь Анна, Евгений Янович, Маслюк Олег, Хоменко Ирина, Мелашенко Иван, Громовой Юрий, Рева Алексей, Рева Игорь, Тункевич Алиса, Кравчук Владимир, Андриенко Дмитрий.